# 連儂牆 (香港)

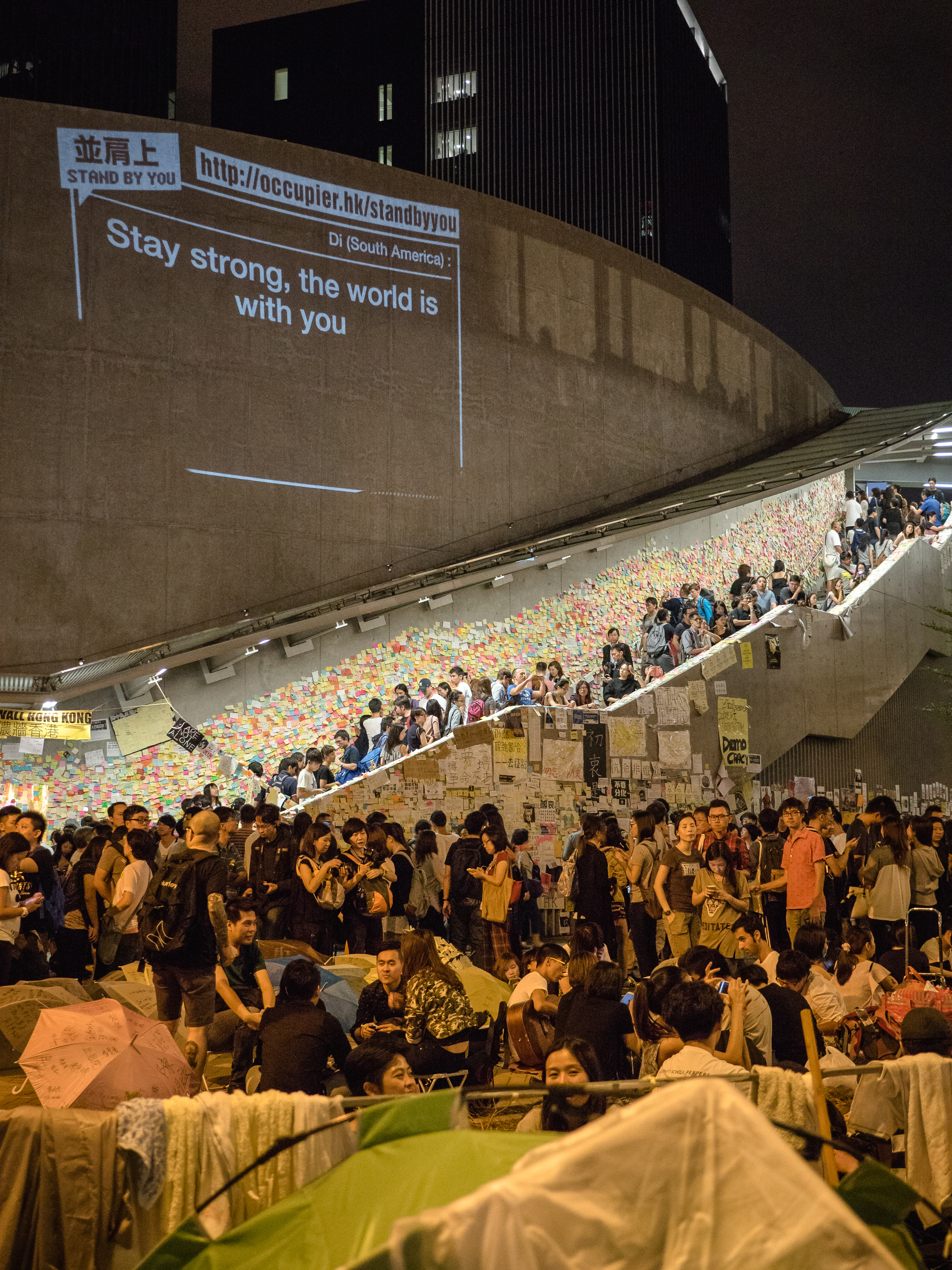
2014年10月10日的香港連儂牆

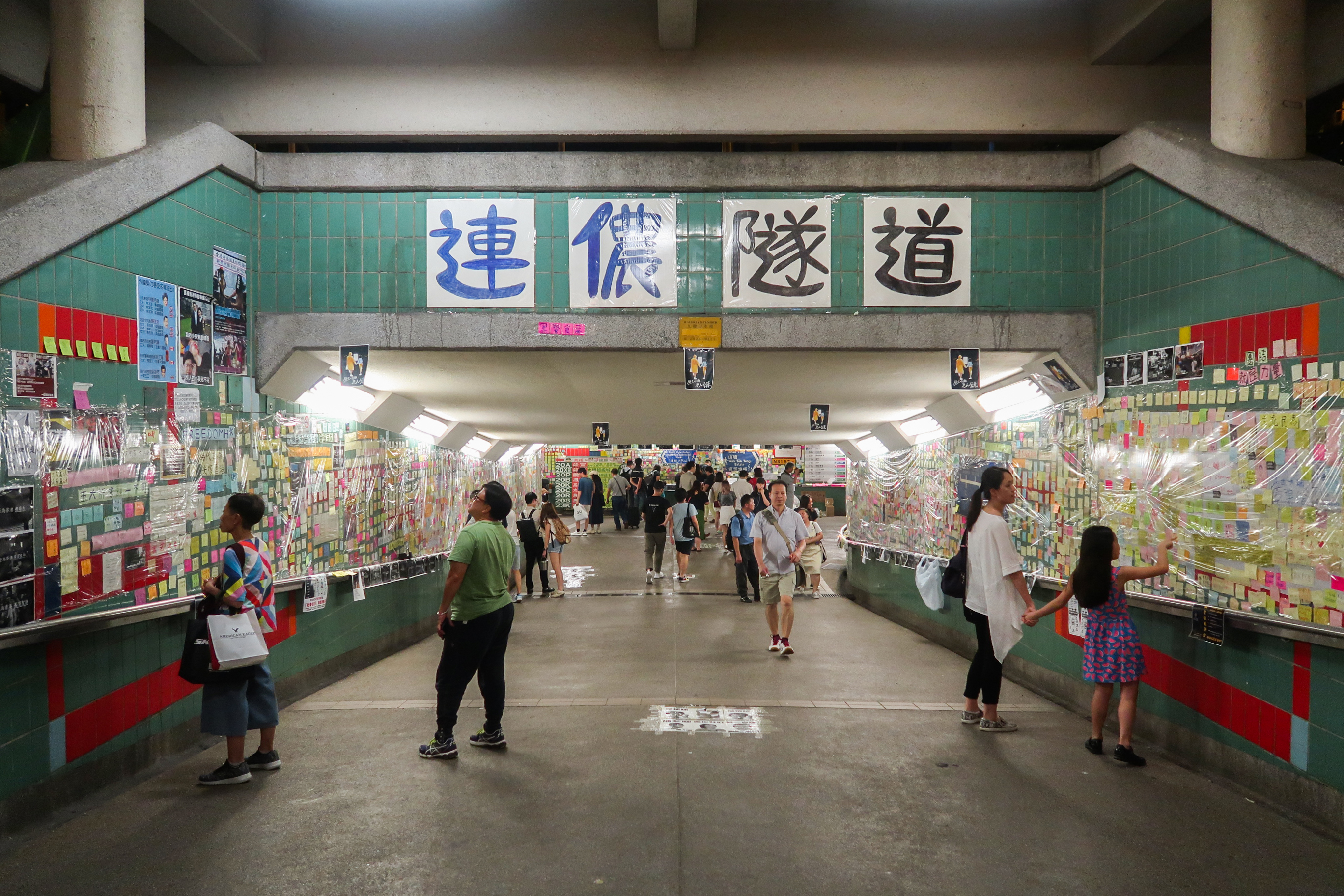
大埔墟站附近的行人隧道的連儂牆因各通道牆身都貼滿彩色便利貼，被名為「連儂隧道」（2019年7月9日）

香港式連儂牆（英語：Lennon Wall）指的是2014年雨傘革命和2019年反對逃犯條例修訂草案運動期間所產生的粘贴标语讯息等的民主拼接牆。2014年雨傘革命期間，連儂牆首次出現於金鐘夏慤道香港政府總部，並被視作當時金鐘「佔領區」的主要地標，是一個要求特首選舉民主化的集體重大雨傘運動藝術作品。2019年6月，香港政府總部再次出現連儂牆，以反映市民對反對《逃犯條例》修訂的心聲和對示威者的支持。其後，香港各區居民自發於當區開設連儂牆，以鼓勵市民為香港打氣及表達對政府於《逃犯條例》修訂過程中處事手法的不滿。至此，連儂牆不再局限於金鐘一帶，而成為普遍覆蓋全港十八區的社區性民主牆。

## 名稱起源
連儂牆最初是指位於捷克斯洛伐克布拉格的牆，填滿了约翰·列侬風格的塗鴉和披頭四的歌曲歌詞作品。1988年，這面牆成為了刺激古斯塔夫·胡萨克共產主義政權的表達方式。1988年，連儂牆成為捷克群眾發泄對於胡薩克共產主義政體憤怒的源頭。大批捷克青年在牆上書寫不滿的標語，最終在查理大橋附近導致了一場學生、警察之間的大規模衝突，共有幾百人被捲入。參與這次行動的學生被諷刺地稱為連儂主義者，捷克當局把這些人士稱為酗酒者、精神病患者、反社會分子和西方資本主義間諜。

## 歷史

### 第一代
第一代香港連儂牆是雨傘革命下的產物，是一堵以超過一萬張便利貼覆蓋的牆，位於金鐘夏慤道香港政府總部，並被視作當時金鐘「佔領區」的主要地標。第一代連儂牆在10月2日開始出現上面寫滿示威者對民主普選的訊息，類型包括語錄、歌詞、字句和圖形等。包括被噴上「來自布拉格，我們支持你，香港」的英文字樣，以表達捷克人對香港示威者的支持。一些示威者其後意識到，到了雨傘革命的盡頭時，這些筆記會被清除，他們認為有必要記錄這些作品作為紀念，因此有活動招募示威者來保存作品，包括收集在連儂牆上的便利貼。示威者在2014年10月25日開始為連儂牆拍攝照片。2014年12月10日佔領行動完結後，大部分的藝術品被清拆以作歷史記錄，而很多示威者一直試圖重現包括連儂牆在內的一部份藝術品。

### 第二代

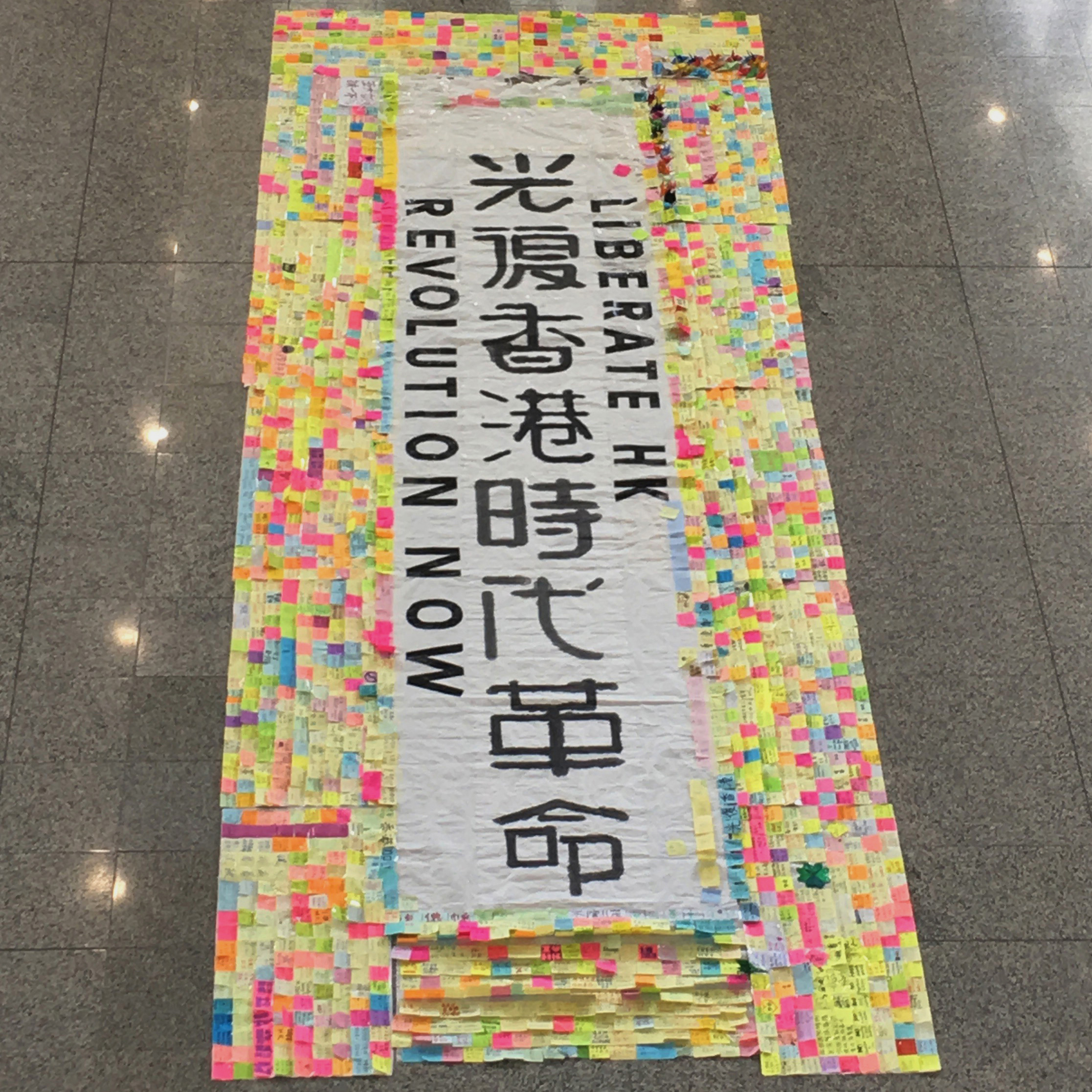
2019年8月9-12日，香港國際機場連儂牆

於2019年6月12日香港反對逃犯條例修訂草案佔領行動期間，連儂牆再度出現於金鐘政府總部外，並蔓延至中信橋和夏慤花園平台通道。主要表達了市民反對《逃犯條例》修訂的心聲和對示威者的支持，以及設臨時靈堂悼念3名反修例而自殺的示威者，期間亦有人發起悼念活動。在6月30日舉行撐警集會期間，有集會人士破壞和撕走政府總部旁的連儂牆，以及逝去的反修例人士梁凌和盧曉欣的憑弔區。到晚上市民重新佈置現場。7月2日，政府派出工人清理，有年輕人響應號召收拾，作為歷史記錄。其後，各區市民亦在多區發起重建「連儂牆」行動，令各區市民可以留言，為香港打氣。其中以港鐵大埔墟站附近的行人隧道的連儂牆因各通道牆身都貼滿彩色便利貼，被名為「連儂隧道」。
因應運動，香港以外各地的連儂牆也陸續出現。7月11日下午，加拿大多倫多聯合車站有港人號召發起連儂牆行動。7月12日晚上，有香港人在東京澀谷站忠犬八公像前設「第一回東京突發連儂牆」。「第一回東京突發連儂牆」發起人之一Joanna表示，由於日本當地找到可以貼的牆壁較為困難，而且認為會對當地人造成打擾，所以用手持木板貼便利貼的方式進行。
時任食物及衞生局局長陳肇始指出，食環署會評估「連儂牆」所產生的環境衞生問題，如有相關投訴，食環署會作出跟進。大律師陸偉雄則指，設連儂牆觸犯了《公眾衞生及市政條例》第104條，而自行撕毀連儂牆則會觸犯《刑事罪行條例》第60條。

## 外部連結
- 香港連儂牆地圖